# Maja Kristin Nylander
Maja Kristin Nylander, född 1979, svensk fotograf och konstnär. 
Maja Kristin Nylander har arbetat som professionell fotograf sedan 2002. Hon är utbildad vid Fotohögskolan i Edinburgh, Skottland och verksam i Göteborg. Hon har haft flera uppmärksammade fotoutställningar, däribland "Vi är romer", "Häst min bror" och "Natten till en torsdag". "Vi är romer" blev 2013 den mest välbesökta utställningen i Göteborgs stadsmuseums historia. Hon har även gett ut flera böcker. 